# Arthur Twidle

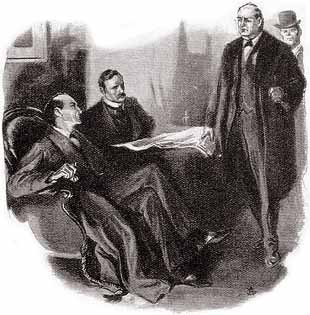
Mycroft Holmes vizitându-şi fratele, ilustraţie de Arthur Twidle pentru povestirea Planurile Bruce-Partington de Conan Doyle.

Arthur Twidle (n. 1865, Rotherhithe, Surrey – d. 26 aprilie 1936) a fost un ilustrator englez, cunoscut pentru ilustrarea cărților cu Sherlock Holmes ale lui Arthur Conan Doyle.
Născut în Rotherhithe, Surrey, în 1865, Arthur Twidle a fost fiul lui Alfred Twidle (de meserie ucenic dogar) și a soției sale Rachel (născută Smith), care se căsătoriseră în 1855. În 1881, după moartea mamei sale, Twidle locuia cu un unchi și ocupația sa era cea de gravor în lemn.
În 1885, Twidle s-a căsătorit cu Annie Elizabeth Mason la St. Olave, Southwark. În 1891, familia mărită prin nașterea copiilor Annie Elizabeth (n. 1887) și Arthur (n. 1888) locuia în Dulwich.
La moartea lui Sidney Paget, care a ilustrat povestirile cu Sherlock Holmes ale lui Conan Doyle în revista The Strand, Twidle a devenit unul dintre artiștii obișnuiți ai lui Doyle. El a ilustrat multe din operele ulterioare ale lui Doyle, inclusiv Author's Edition'. După mai mulți ani, ilustrațiile lui Twidle au apărut în Annie S. Swan's Magazine, The Strand, The Red Magazine, Girl's Own Paper și în alte reviste. El a fost un ilustrator prolific pentru Boy's Own Paper, în special pe subiecte istorice. A ilustrat, de asemenea, pentru Religious Tract Society and Frederick Warne & Co.
Potrivit unui scurt necrolog publicat în The Times, "Dl. Twiddle și-a realizat mare parte din opera sa în alb-negru și în culori de apă. El a expus picturi în ulei la Royal Academy și a fost binecunoscut pentru picturile sale murale, picturi pe lemn și pasteluri."

### Cărți
- Beautiful Butterflies of the Tropics. How to collect them. London, R.T.S., 1920.

### Ilustrator
- Ben Brightboots and other true stories, hymns & music de the late Frances Ridley Havergal, ilustrată cu alții. London, James Nisbet & Co., 1883?
- Deeds of Gold, ilustrată cu alții. London, Edward Arnold, 1892.
- Travel-Pictures from Palestine de James Wells. London, Ibister & Co., 1896.
- With the Mission to Menelik, 1897 de Lord Edward Gleichen. London, Edward Arnold, 1898.
- The Day of Recompense de Silas K. Hocking. London & New York, Frederick Warne & Co., 1899.
- The Log of a Sea-Waif de Frank T. Bullen. London, Smith, Elder & Co., 1899.
- In Moorish Captivity. An account of the 'Tourmaline' expedition to Sus, 1897-98 de Henry M. Grey. London, Edward Arnold, 1899.
- Deep-Sea Plunderings. A collection of stories of the sea de Frank T. Bullen. London, Smith, Elder & Co., 1901.
- Sea-Wrack de Frank T. Buller, F.R.G.S. London, Macmillan & Co., 1903.
- The Sign of Four de Sir Arthur Conan Doyle. London, Smith, Elder, 1903.
- Money and the Man de Harry Marsh Ward. London, Religious Tract Society, 1903?
- De Unseen Hands de Rev. Eric Lisle. London, "Sunday Companion" office, 1904.
- The Flaming Sword de Silas K. Hocking. London & New York, Frederick Warne & Co., 1905.
- The Squire's Daughter de Silas K. Hocking. London & New York, Frederick Warne & Co., 1906.
- A Modern Pharisee de Silas K. Hocking. London & New York, Frederick Warne & Co., 1907.
- The Silent Man de Silas K. Hocking. London & New York, Frederick Warne & Co., 1907.
- The Quest of Douglas Holms de H. E. Inman. London & New York, Frederick Warne & Co., 1908.
- The Shadow Between de Silas K. Hocking. London & New York, Frederick Warne & Co., 1908.
- Yours and Mine de Silas K. Hocking. London & New York, Frederick Warne & Co., 1908.
- A Desperate Hope de Silas K. Hocking. London & New York, Frederick Warne & Co., 1909.
- Fags and the King de Charles Mansford. London, Jarrold & Sons, 1909.
- For King or Parliament. The story of a Yorkshire roundhead de Samuel Horton. London, Robert Culley, 1909.
- Brave Sons of the Empire de Henry Moore. London, Religious Tract Society, 1910.
- Prefect and Fag de Charles Mansford. London, Jarrold & Sons, 1910.
- The Rebellion of Margaret de Geraldine Mockler. London, Jarrold & Sons, 1910.
- Scouting for a King de Ernest Protheroe. London, Jarrold & Sons, 1910.
- Uncle Hal de Lady Macalister. London, Jarrold & Sons, 1910.
- Hidden in Canadian Wilds de John Mackie. London, James Nisbet & Co., 1911.
- The Perils of Peterkin. A Story of Aadventure in North-West Canada de Robert Leighton. London, Jarrold & Sons, 1911.
- The Quenchless Fire de Silas K. Hocking. London & New York, Frederick Warne & Co., 1911.
- Jeffrey of the White Wolf Trail de J. Claverdon Wood. London, Religious Tract Society, 1912.
- Junk Ahoy! A tale of the China seas de William Charles Metcalfe. London, Jarrold & Sons, 1912.
- Three Boys in Antarctica de G. Warren Payne. London, Charles H. Kelly, 1912.
- Canadian Jack de John Mackie. London, James Nisbet & Co., 1913.
- Schoolboy Grit de Gunde Hadath. London, James Nisbet & Co., 1913.
- Through Eastern Windows. Life stories of an Indian city de A. J. Marris. London, Religious Tract Society, 1919.
- How the Empire Grew. The story of the British colonisation, cu un capitol despre Liga Națiunilor de Harry Cooper; ilustrată cu Alfred Pearse. London, R.T.S., 1921.
- The Settler of Serpent Creek. A tale of the Canadian prairie de C. F. Argyll Saxde. London, "The Boy's Own Paper" Office, 1921.
- The Good Shepherd. London, Religious Tract Society, 1924.
- Bible Heroes, ilustrată cu Arthur Dixon. London, Religious Tract Society, 1925.
- Golden Tales for All de Marie L. Christlieb, ilustrată cu Harold Copping. London, Religious Tract Society, 1926.
- Twenty-six Good Stories for Girls, ilustrată cu alții. London, "The Girl's Own Paper" Office, 1926?
- Come Unto Me. London, Humphrey Milford/Oxford University Press, 1934.
- Jesus Calls Us. London, Humphrey Milford/Oxford University Press, 1934.
- The Old Old Story, ilustrată cu W. H. Margetson. London, Humphrey Milford/Oxford University Press, 1934.
- Pictures for the Classroom, ilustrată cu alții. London, Humphrey Milford/Oxford University Press, 1934.
- The Little Bible (prefață semnată R.E.M., W.A.B.). London, Humphrey Milford/Oxford University Press, 1935.
- A Yorkshire Baking de Florence Bone. London, Religious Tract Society, 1935.